# 下閉伊郡
下閉伊郡（日语：／ Shimohei gun */?）是岩手縣的一郡。人口32,806人、面積1,482.24km²（2013年）。
現轄有以下2町3村。
- 岩泉町
- 山田町
- 田野畑村
- 普代村